# Luis de Llano Palmer
Luis de Llano Palmer (Bechí, Castellón, 14 de octubre de 1918-Ciudad de México, 23 de octubre de 2012) fue un productor, director y exbroadcaster en telenovelas mexicanas. En 2019, fue nombrado Hijo Predilecto de Bechí, Valencia.

## Biografía
Hijo del general Francisco Llano de la Encomienda (héroe republicano de la Guerra Civil Española) e Isabel Palmer. Estudió leyes en la Universidad de Valencia, llegándose a graduar como abogado. Participó en la Guerra Civil Española de 1936 a 1939 como combatiente republicano antifranquista. A consecuencia de esta guerra se vio obligado a abandonar su país en 1939, llegando a México como refugiado político, se nacionalizó y radicó en este país. 
Pionero de la televisión mexicana, trabajó como programador y productor de televisión en los canales 2, 4, 5, 8 y 13, obteniendo gran reconocimiento.  Fue director de producción de Televicentro y director de la programación de Telesistema Mexicano. Luego pasó a trabajar al Canal 8 de Televisión Independiente de México. Más tarde pasó al gobierno con la fama de haber creado la telenovela de éxito, trabajó en el Canal 13. También trabajó como ejecutivo de la estación hispana SIN, de Estados Unidos. 
Además se destacó como letrista, traduciendo y arreglando al español canciones y obras de teatro como Mi bella dama, Los fantásticos, La pelirroja, El mago y Anita Pistolas, entre otras.[cita requerida]
Se casó a mediados de la década de 1940 con la actriz Rita Macedo, con quien procreó dos hijos: Julissa y Luis de Llano Macedo. El matrimonio terminó en divorcio. Luego, se casó en el 1958 con la actriz española María Rivas, con quien tuvo dos hijos: Isabel (nacida en el 1959) y Miguel (nacido en 1964). Se divorciaron en 1972. Su hijo Miguel falleció el 11 de septiembre de 2007, a los 42 años de edad.[cita requerida]
Luis de Llano Palmer falleció el 23 de octubre de 2012 en la Ciudad de México, por causas naturales, a los 94 años de edad.

## Reconocimientos
- Premios TVyNovelas (México): Premio especial por su trayectoria (2009)